# Нарасимха, Роддам
У этого человека южно-индийское имя, в котором Нарасимха — личное имя, а Роддам — название родной деревни.
Роддам Нарасимха (англ. Roddam Narasimha; 20 июля 1933, Бангалор — 14 декабря 2020, Бангалор) — индийский учёный, специалист в области гидроаэродинамики.

## Биография
Родился в семье преподавателя физики Центрального колледжа Бангалора. В 1949 году поступил в технический колледж в Бангалоре (в то время связанный с Майсурским университетом), где изучал машиностроение и который с отличием окончил в 1953 году. Получил степень магистра в Индийском научном институте, где под руководством Сатиша Дхавана выполнил классическое исследование свойств пограничного слоя при переходе ламинарного к турбулентному течению. В 1957 году поступил в аспирантуру Калифорнийского технологического института и в 1961 году под руководством Ханса Липмана защитил докторскую диссертацию «Некоторые задачи о течении в динамике разреженного газа» (англ. Some Flow Problems in Rarefied Gas Dynamics). 
В 1962 году вернулся в Индийский научный институт, где занимал пост профессора аэрокосмической техники до 1999 года. Исследовал различные аспекты явления турбулентности, уделяя особое внимание механизмам реламинаризации, посредством которых первоначально турбулентный поток становится ламинарным. Вместе с сотрудниками разработал лабораторную модель формирования облаков и её численное описание, провёл измерения свойств атмосферного пограничного слоя и получил важные для описания муссонов данные, предложил концепцию индо-французского спутника Megha-Tropiques, запущенного в 2011 году для изучения тропических облаков.
Кроме того, работал директором Национальных аэрокосмических лабораторий (1984-1993), где сосредоточился на развитии гражданской авиации, и директором Национального института передовых исследований (1997-2004). Возглавлял созданный им отдел технической механики в Центре передовых научных исследований имени Джавахарлала Неру (2000-2014). Был членом научного консультативного совета при правительствах Раджива Ганди и Манмохана Сингха, а также членом Индийской комиссии по космосу.
Скончался в одной из больниц Бангалора в результате кровоизлияния в мозг, оставив после себя жену и дочь.

## Награды и отличия
- Премия Бхатнагара в области науки и технологий[англ.] (1985)
- Падма бхушан (1987)
- Премия Гуджармала Моди (1990)
- Член Лондонского королевского общества (1992)[1]
- Медаль Рамануджана (1998)
- Премия Американского института аэронавтики и астронавтики в области гидроаэродинамики (2000)
- Иностранный член Национальной академии наук США (2000)[2]
- Научная премия Триеста от Всемирной академии наук (2008)
- Падма вибхушан (2013)

## Избранные публикации
- Dhawan S., Narasimha R. Some properties of boundary layer flow during the transition from laminar to turbulent motion // Journal of Fluid Mechanics. — 1958. — Vol. 3, № 4. — P. 418-436. — doi:10.1017/S0022112058000094.
- Narasimha R. Collisionless expansion of gases into vacuum // Journal of Fluid Mechanics. — 1962. — Vol. 12, № 2. — P. 294-308. — doi:10.1017/S0022112062000208.
- Liepmann H.W., Narasimha R., Chahine M.T. Structure of a plane shock layer // Physics of Fluids. — 1962. — Vol. 5, № 11. — P. 1313-1324. — doi:10.1063/1.1706527.
- Narasimha R. Non-Linear vibration of an elastic string // Journal of Sound and Vibration. — 1968. — Vol. 8, № 1. — P. 134-146. — doi:10.1016/0022-460X(68)90200-9.
- Rao K.N., Narasimha R., Narayanan M.A.B. The ‘bursting’ phenomenon in a turbulent boundary layer // Journal of Fluid Mechanics. — 1971. — Vol. 48, № 2. — P. 339-352. — doi:10.1017/S0022112071001605.
- Narasimha R., Sreenivasan K.R. Relaminarization in highly accelerated turbulent boundary layers // Journal of Fluid Mechanics. — 1973. — Vol. 61, № 3. — P. 417-447. — doi:10.1017/S0022112073000790.
- Narasimha R., Sreenivasan K.R. Relaminarization of Fluid Flows // Advances in Applied Mechanics. — 1979. — Vol. 19, № C. — P. 221-309. — doi:10.1016/S0065-2156(08)70311-9.
- Sreenivasan K.R., Prabhu A., Narasimha R. Zero-Crossings In Turbulent Signals // Journal of Fluid Mechanics. — 1983. — Vol. 137. — P. 251-272. — doi:10.1017/S0022112083002396.
- Narasimha R. The laminar-turbulent transition zone in the boundary layer // Progress in Aerospace Sciences. — 1985. — Vol. 22, № 1. — P. 29-80. — doi:10.1016/0376-0421(85)90004-1.